# Men of Israel
Men of Israel (em português:  Homens de Israel), é um filme pornográfico gay lançada em 3 de Julho de 2009, pela Lucas Entertainment. Os críticos do The Atlantic, Out Magazine e Yediot Aharonot, falaram que o filme é um marco para as produções pornográficas, pois, é a única em que todos os atores são israelenses, mas, os jornais Tablet Magazine e o Los Angeles Times elogiam a iniciativa da produtora, por ter em seu elenco apenas atores judeus. O diretor Michael Lucas, que é judeu e conseguiu a cidadania israelense (através do aliá) em 2009,  realizou o filme como "um momento ousado para promover a cultura israelita e o turismo" e para contrabalançar com o que viu sobre Israel na mídia.

## Antecedentes
O diretor do filme, Michael Lucas nasceu na União Soviética e, precocemente, teve que conviver com o antissemitismo, o que levou-o a formar uma conexão forte com a sua identidade judaica e ao estados de Israel. Michael é conhecido por sua ativa participação nas questões LGBT e da cultura judaica. Quando se deu início a Guerra do Líbano de 2006, com os ataques do Hizbollah, Lucas sentiu necessidade de ajudar na guerra, mas, soldados homossexuais não são autorizados a servir as Forças Armadas.
Uma coluna haredi publicada no The New York Blade desencadeou um debate no campus da Universidade Stanford, onde, em Fevereiro de 2008, Lucas foi convidado para palestrar aos alunos. O The New Republic, chamou Lucas de "Leão de Chelsea" e "novo magnata do pornô novaiorquino". Ele afirma que Michael Lucas' La Dolce Vita, é o filme pornográfico gay mais caro já feito, tendo um orçamento de US$ 250.000 e participação de várias celebridades, como cameos. Em 2009, Lucas entrou para o Hall da Fama da GayVN.
Segundo Michael Lucas, Men of Israel, tem a intenção de promover as características geográficas e históricas de Israel, ajudando o público ver o país como um convidativo destino LGBT, semelhante a Praga e Palm Springs. "A mídia criou uma imagem de Israel, onde, essa é um país dilacerado pela guerra, que tudo é destruído e que há apenas ruínas e ruínas", escreveu Lucas no site do filme, "…Nunca é mostrado Tel Aviv, Haifa, o Mar Vermelho, os resorts do Mar Morto, as belas praias, a arquitetura incrível e a cultura".